# امغريس (مكيراس)

تعديل مصدري - تعديل

امغريس هي إحدى قرى عزلة مكيراس بمديرية مكيراس التابعة لمحافظة البيضاء، بلغ تعداد سكانها 99 نسمة حسب تعداد اليمن لعام 2004.